# Didericus van der Kemp

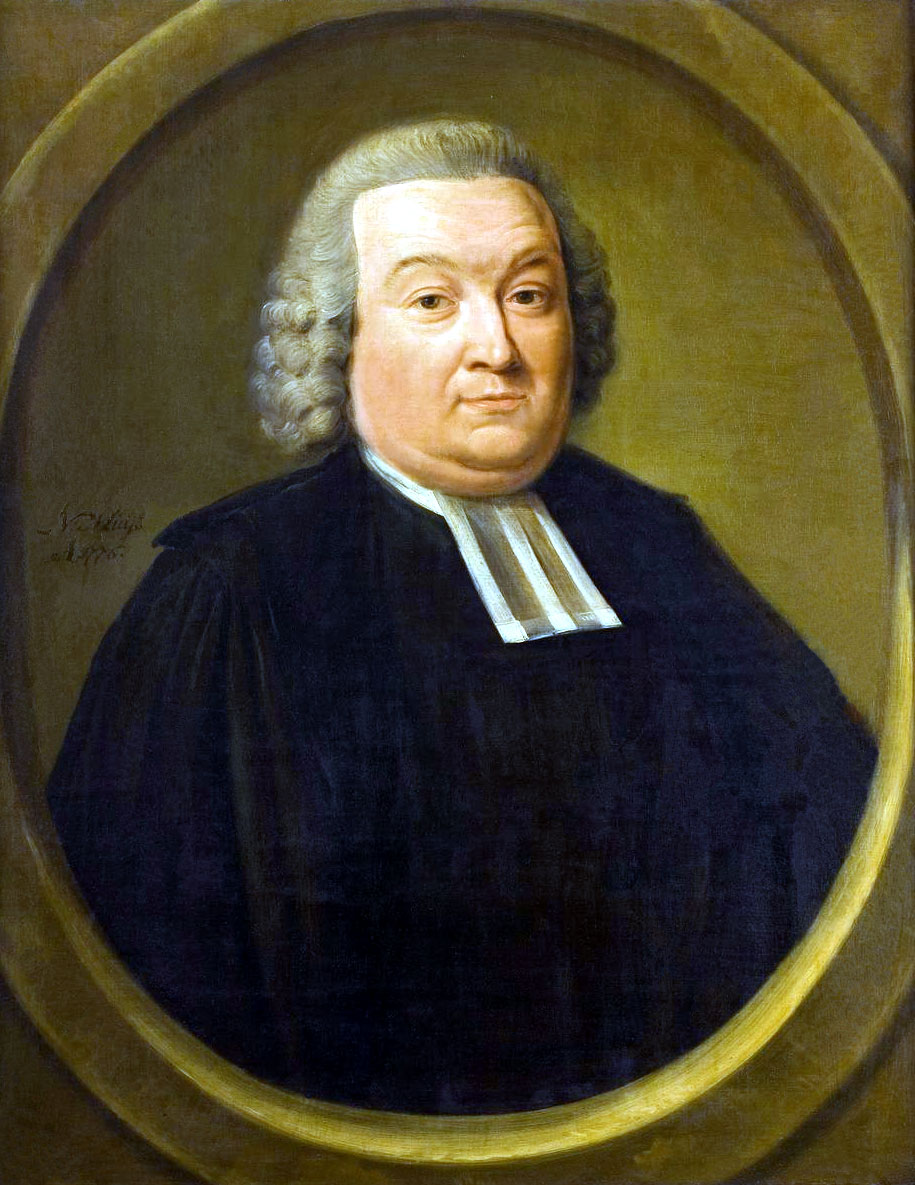
Didericus van der Kemp

Didericus van der Kemp auch: Dirk van der Kemp (* 14. Dezember 1731 in Rotterdam; † 4. August 1780 in Leiden) war ein niederländischer reformierter Theologe.

## Leben
Der Sohn des Theologen Cornelius van der Kemp (1702–1772) und der Anna Maria van Teylingen, hatte die Erasmusschule seines Heimatorts besucht. Diese verließ er am 4. März 1752 mit der Rede de nonnullis Graecis Romanisque Gajo Mucio Scaevolo, quod ad laudem non inferioribus. Anschließend nahm er ein Studium an der Universität Utrecht auf, wo er sich am 1. November 1752 in die Matrikel der Hochschule einschrieb. Im Jahr seiner Einschreibung hatte er hier mit den Abhandlungen disputatio hist. critica und de Cornelio Centurione et Sergio Paullo Proconsule verteidigt. Am 13. Januar 1756 wurde er in die Kandidaten des Predigtamtes in Rotterdam aufgenommen und erwarb sich in Utrecht im selben Jahr das Lizentiat der Theologie. Am 14. November 1756 wurde er Pfarrer in Streefkerk, am 30. Oktober 1757 Pfarrer in Zwijndrecht und am 17. Juni 1759 Pfarrer in Purmerend.
Am 29. April 1766 hatte er von den Kuratoren der Leidener Hochschule eine Berufung an die philosophische Fakultät, als Professor der Kirchengeschichte erhalten.  Nachdem man ihn vom Senat der Hochschule am 27. Mai 1766 zum Doktor der Theologie ernannt hatte, trat er am 29. September 1766 seinen Lehrstuhl mit der Rede De bona spe, quae etiam nunc Ecclesiae Batavae supersit (...) (Leiden 1766) an. Zudem wurde ihm am 4. November 1764 ein Pfarramt in Leiden übertragen. Der um die Einheit der reformierten niederländischen Kirche bemühte Theologe geriet in eine Auseinandersetzung mit einer Person die unter unbekannten Namen gegen seine Bestrebungen und der anderer Theologen opponierte. Dieser hatte die Grenzen der niederländischen Kirche und dessen Bekenntnis in Frage gestellt.
Es stellte sich heraus, dass es sich um den in Groningen als Jurist wirkenden Henry Goodricke (1741–1784) handelte. Diesem entgegnete er mit der Schrift De gronden der goede hope voor Neerlands Hervormde kerke verdedigd; ter beantwoording van den Heere H. Goodricke, (Leiden 1770). Kemp hatte sich auch an den organisatorischen Aufgaben der Leidener Hochschule beteiligt und war 1775/76 Rektor der Alma Mater. Als solcher hielt er die Rede Oratio de eo quod res Christiana a Juliani in ipsam odio maxime lucrata fuit. Am 1. Februar 1779 beriefen ihn die Kuratoren der Leidener Hochschule zum Professor der Theologie, welche Aufgabe er 15. Juni 1779 mit der Rede Oratio de Gregorio Nazianzeno imitabili theologis nostris exemplo maxime imitando übernahm. Hier konnte er jedoch keine größere Wirksamkeit mehr entwickeln, da er bereits ein Jahr später verstarb. Kemp trat auch als Dichter in Erscheinung.
Aus seiner am 27. März 1763 geschlossenen Ehe mit Margaretha Elizabeth van de Wal, stammt der Sohn Johannes Cornelius van der Kemp. Diese promovierte 1790 in Leiden und hatte später einige öffentliche Ämter bekleidet.

## Werke
- Disput. hist.-crit. pro Cornelio centurione et Sergio Paullo proconsule, in Julianum imperatorem: quam, adspirante supremo numine, praeside V. clar. Petro Wesselingio.... publicae commilitonum disquisitioni subicit.... die I Nov. Utrecht 1752
- Oratio inaug. De bona spe, quae etiam nunc Ecclesiae Batavae supersit, ac praecipuis nonnullis ejus ex historia potissimum Ecclesiastica argumentis. Leiden 1766; Niederländisch übersetzt: Inwyiings-redev. ten betooge v.d. goede hope, welke ook thans noch voor de Kerk v. Nederl. overschiete, en sommigen der voornaamste bewysgronden voor dezelve, uit de Kerkelyke Geschiedenissen meestal ontleend, Uit het Lat. verduitscht. Leiden 1767
- De gronden der goede hope voor Neerlands Herv. Kerke verdedigd; ter beantwoordinge v.d. heere H. Goodricke. Leiden 1770